# Agios Epifanios Oreinis
Agios Epifanios Oreinis (en griego: Άγιος Επιφάνιος, Ορεινής) es una aldea en el distrito de Nicosia, Chipre, localizada 5 km al sudeste de Klirou.

## Historia
A la zona se desplazaron los grupos marginados durante el período crítico de transición al cristianismo. Muchos paganos se refugiaron a las montañas para evitar las persecuciones. Epifanio de Salamina demarcó áreas de protección para aquellos que optaran por no convertirse al cristianismo. El territorio para no creyentes fue llamado área Pistilous, que corresponde con la región ahora conocida como Pitsilia.
Un pueblo con nombre Agios Epifanios se encuentra al oeste de Nicosia en los mapas venecianos. Posiblemente se trata de Agios Epifanios Oreinis. Si este es el caso, entonces Agios Epifanios era un caserío medieval.
Según la tradición, alrededor de la segunda mitad del siglo XVIII una epidemia azotó la aldea. Sólo una familia compuesta por el padre, la madre y sus tres hijas se las arregló para sobrevivir, pero que abandonó el pueblo. Años más tarde, de acuerdo con Toumazou Papamichael,las chicas regresaron y se establecieron de nuevo en el pueblo. Después ellas se casaron con sendos hombres que fueron a vivir al lugar. Se ganaban la vida a través de la cría de ganado, las cosechas de dos viñedos y de árboles y con la venta de la madera.